# Carl Reinhold Sahlberg
Carl Reinhold Sahlberg (ur. 22 stycznia 1779 w Eura, zm. 18 października 1860 w Yläne) – fiński przyrodnik, głównie entomolog ze specjalizacją w koleopterologii.
W 1818 roku C.R. Sahlberg zastąpił Carla Niclasa Helleniusa na stanowisku profesora ekonomii i historii naturalnej na jedynym ówczesnym uniwersytecie w Finlandii: Uniwersytecie w Turku (The Royal Academy of Turku). W 1827 roku miasto wraz z uniwersytetem zostało zniszczone przez Wielki Pożar w Turku. Resztki kolekcji historii naturalnej, które ocalały, zostały przeniesione wraz z uniwersytetem do Helsinek. Tam też przeprowadził się C.R. Sahlberg zajmując stanowisko profesora zoologii i botaniki na Uniwersytecie Helsińskim. W Helsinkach Sahlberg odegrał ważną rolę w zakładaniu Ogrodu Botanicznego Uniwersytetu Helsińskiego oraz zorganizował wraz z uczniami towarzystwo naukowe „Societas pro fauna et flora fennica”, które do 1921 roku zajmowało się wyłącznie historią naturalną.